# Rády József
Rády József  (Szekszárd, 1884. szeptember 22. – Balatonkenese, 1957. október 11.) olimpiai bajnok vívó, honvéd vezérőrnagy.

## Sportolói pályafutása
1907-től a Magyar AC színeiben kezdett versenyszerűen vívni. Kard- és tőrvívásban is versenyzett. Mindkét fegyvernemben ért el jelentős eredményeket, 1923-tól 1932-ig a kardvívó és a tőrvívó válogatottnak is tagja volt. Jelentősebb eredményeit a magyar csapat tagjaként érte el. Az 1928. évi nyári olimpiai játékokon, Amszterdamban a magyar kardcsapat tagjaként – olimpiai aranyérmet nyert. Az újkori olimpiák történetében ez volt a magyar csapat tizenötödik, a magyar kardvívás hatodik – csapatban harmadik – aranyérme. Legjobb egyéni eredménye 1926. évi budapesti Európa-bajnokságon kardvívásban elért negyedik helyezés. Az aktív sportolást 1933-ban fejezte be.
Visszavonulása után a Magyar Vívószövetség vezetője volt. Úttörőmunkát végzett a párbajtőrvívás hazai meghonosításában.

### Sporteredményei
Kardvívásban:
- olimpiai bajnok 
  - 1928, Amszterdam: csapat (Garay János, Glykais Gyula, Gombos Sándor, Petschauer Attila, Tersztyánszky Ödön)
- olimpiai 2. helyezett 
  - 1924, Párizs: csapat (Berty László, Garay János, Pósta Sándor, Schenker Zoltán, Széchy László, Tersztyánszky Ödön, Uhlyárik Jenő)
- Európa-bajnok:
  - 1930, Liège: csapat (Garay János, Glykais Gyula, Gombos Sándor, Petschauer Attila, Piller György)
- Európa-bajnoki 4. helyezett:
  - 1926, Budapest: egyéni
- kétszeres Európa-bajnoki ötödik helyezett:
  - 1925, Oostende: egyéni
  - 1930, Liege: egyéni
- hétszeres magyar bajnok:
  - egyéni: 1926, 1929
  - csapat: 1922, 1924, 1925, 1926, 1928

Tőrvívásban
- olimpiai 5. helyezett:
  - 1928, Amszterdam: csapat (Kálniczky Gusztáv, Piller György, Rozgonyi György, Tersztyánszky Ödön, Tóth Péter)
- Európa-bajnoki 2. helyezett:
  - 1931, Bécs: csapat (Hajdú János, Hátszegi-Hatz Ottó, Kálniczky Gusztáv, Piller György, Tóth Péter)

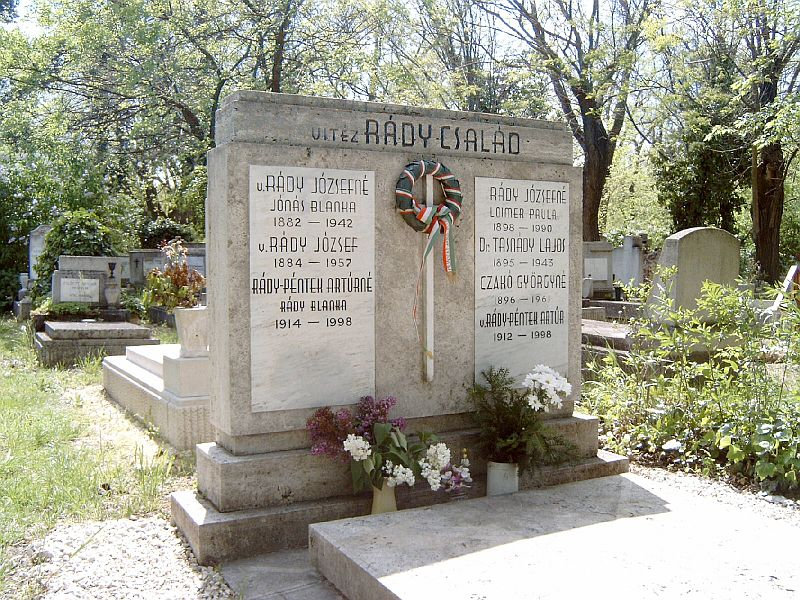
Rády József sírja Budapesten. Új köztemető: 29/3-1-37K.

- ötszörös magyar bajnok:
  - egyéni: 1927
  - csapat: 1925, 1926, 1927, 1928

## Emlékezete
- Rády József Sportcsarnok Balatonkenesén
- Rády József Huszárbandérium
- Rády József Emlékverseny